# Zubák
Zubák es un municipio del distrito de Púchov en la región de Trenčín, Eslovaquia, con una población estimada a final del año 2024 de 830 habitantes.
Se encuentra ubicado al noreste de la región, cerca del río Váh (cuenca hidrográfica del Danubio) y de la frontera con la República Checa y la región de Žilina.

## Demografía
| Año        | 1994 | 2004    | 2014    | 2024    |
| ---------- | ---- | ------- | ------- | ------- |
| Población  | 917  | 916     | 860     | 830     |
| Diferencia |      | −0,10 % | −6,11 % | −3,48 % |

| Año        | 2023 | 2024    |
| ---------- | ---- | ------- |
| Población  | 838  | 830     |
| Diferencia |      | −0,95 % |